# Somula
Somula is een vliegengeslacht uit de familie van de zweefvliegen (Syrphidae).

## Soorten
- S. decora Macquart, 1847
- S. mississippiensis Hull, 1922